# Bernardo Accolti
Pour les articles homonymes, voir Accolti.
Bernardo Accolti, né le 11 septembre 1458 à Arezzo, en Toscane - mort peu avant le 1er mars 1535 à Rome, est un poète et improvisateur italien.

## Biographie
Bernardo Accolti était le fils du juriste et historien Benedetto Accolti (1416-1466). 
Il vécut à la cour des papes Jules II et Léon X, et jouit de son vivant d'une telle réputation que ses contemporains le nommèrent l' Unico Aretino. Le Dictionnaire universel d’histoire et de géographie Bouillet Chassang signale, en 1878 : « La postérité n'a pas confirmé ce jugement, et ses poésies sont peu lues aujourd'hui ». Ses œuvres ont été publiées à Florence en 1513 et à Venise en 1519.